# Sixième circonscription de Tokyo
La sixième circonscription de Tokyo (東京都第6区, Tōkyō-to dai-roku-ku) est l'une des trente circonscriptions législatives que compte la préfecture métropolitaine de Tokyo.

## Description géographique
Depuis 1994, la sixième circonscription de Tokyo correspond à une partie de l'arrondissement spécial de Setagaya,,,,.

## Députés
| Législature | Début de mandat | Fin de mandat | Député élu            | Parti politique | Parti politique |
| ----------- | --------------- | ------------- | --------------------- | --------------- | --------------- |
| 41e         | 1996            | 2000          | Tetsundo Iwakuni (ja) |                 | Shinshintō      |
| 42e         | 2000            | 2002          | Kōki Ishii (ja)       |                 | PDJ             |
| 42e         | 2003            | 2003          | Yōko Komiyama (ja)    |                 | PDJ             |
| 43e         | 2003            | 2005          | Yōko Komiyama (ja)    |                 | PDJ             |
| 44e         | 2005            | 2009          | Takao Ochi (ja)       |                 | PLD             |
| 45e         | 2009            | 2012          | Yōko Komiyama         |                 | PDJ             |
| 46e         | 2012            | 2014          | Takao Ochi            |                 | PLD             |
| 47e         | 2014            | 2017          | Takao Ochi            |                 | PLD             |
| 48e         | 2017            | 2021          | Takayuki Ochiai (ja)  |                 | PDC             |
| 49e         | 2021            | 2024          | Takayuki Ochiai (ja)  |                 | PDC             |
| 50e         | 2024            | -             | Takayuki Ochiai (ja)  |                 | PDC             |